# Sperrylit
Sperrylit là một khoáng chất platin asenua. Về mặt hóa học, nó được gọi là platin điasenua, công thức của nó là PtAs2. Nó là khoáng chất có màu trắng đục giống thiếc kim loại, nó kết tinh trong hệ tinh thể cùng kích thước, cấu trúc như nhóm pyrit. Nó tạo thành các tinh thể lập phương, bát giác hay tương tự như pyrit. Nó có độ cứng Mohs khoảng 6–7 và có tỷ trọng riêng rất cao, khoảng 10,6.
Khoáng chất này đã được Francis Louis Sperry, một nhà hóa học người Mỹ phát hiện năm 1889 ở Sudbury.
Nguồn phổ biến nhất của sperrylit là trong các quặng niken ở thung lũng Sudbury ở Ontario, Canada. Nó cũng xuất hiện trong các lớp đá mácma ở khu vực Bushveld thuộc Nam Phi và mỏ đồng-niken Oktyabrskoye ở khu vực miền đông Siberi, Liên bang Nga.